# Parc Estatal de la Serra d'Aracá
El Parc Estatal de la Serra d'Aracá (en portuguès i oficialment: Parque Estadual da Serra do Aracá) és un parc natural de l'estat de l'Amazones, Brasil, sota control estatal (no federal). Va ser creat pel decret estatal 12.836, de 9 de març de 1990. Està administrat pel Centre Estatal d'Unitats de Conservació de l'Amazones, part de la Secretaria de Medi Ambient de l'estat.
El Parc es troba al terme municipal de Barcelos, prop de la frontera amb Veneçuela. La base de la Serra do Aracá, un tepui de gres que dona nom del parc, es troba a 200 km de la seu municipal, a la riba sud del riu Negro. Des d'allà s'hi pot accedir amb vaixell pel riu Cuieiras o en hidroavió. Des de la base fins al cim de la serra hi ha un trajecte de 4 o 5 dies a peu, però també existeix l'opció de pujar-hi en helicòpter. El parc té una superfície de 1.818.700 hectàrees, bona part d'ella coberta per selva amazònica. Una gran extensió es troba dintre dels límits de la Terra Indígena Ianomami. Al nord-oest, linda amb el Parc Nacional Parima-Tapirapeco, a Veneçuela; mentre que al nord-est limita amb l'estat de Roraima.
Se situa a l'escut guaianès i és drenat pel riu Demini, que neix al parc, flueix cap al sud-oest i més tard vira cap al sud, fins a la desembocadura al riu Negro. El terreny, al llarg dels límits a l'oest és muntanyós, i hi ha elevacions més aïllades a l'est. La característica física més destacada és la serra d'Aracá, un altiplà tabular (tepui) format al mateix temps que el mont Roraima, amb una altitud de 2.000 metres. El centre del parc és relativament pla. La vegetació inclou selves tropicals, campinarana i camps rupestres. La fauna és típica de la regió de muntanya, i inclou algunes espècies endèmiques. A causa de la seva bellesa paisatgística, hi ha un gran potencial per a l'ecoturisme. De la serra, sorgeixen els salts d'aigua Desabamento i El Dorado, les més altes del país.